# Hyphovatus
Hyphovatus is een geslacht van kevers uit de familie  waterroofkevers (Dytiscidae).
Het geslacht is voor het eerst wetenschappelijk beschreven in 1994 door Wewalka & Biström.

## Soorten
Het geslacht omvat de volgende soorten:
- Hyphovatus dismorphus (Biström, 1984)
- Hyphovatus manfredi Wewalka & Biström, 1994
- Hyphovatus prapatensis Wewalka & Biström, 1994